# CLUB SNOWBOUND
『CLUB SNOWBOUND』（クラブ・スノーバウンド）は、1985年11月15日に発売された浜田省吾の初のミニ・アルバム（レコードとカセットテープのみ）。5曲入り。レコードは8ページ・カラーブックレット入り。

## 制作
ウィンターソングで構成されたコンセプト・アルバムで、浜田は「自分のアルバムでやるのは気恥ずかしいから、企画モノとして制作した」という。
浜田自身が幼少の頃に好んで聴いた1960年代のオールディーズ・ポップスを再現し、分厚いサウンド・プロダクションとコーラス・アレンジが施されており、フィル・スペクターの『ウォール・オブ・サウンド』を意識した作りになっている。

## リリース
1985年11月15日にCBS・ソニーからLPとCTの2形態でリリースされた。
1987年6月28日にCDのみで発売されたコンピレーション・アルバム『CLUB SURF&SNOWBOUND』にて、ミニ・アルバム『CLUB SURFBOUND』とのカップリング収録で再発されている。

## 収録曲
LP（18AH1960）：SIDE A 1-3 / SIDE B 4・5

カセットテープ（18KH1803）：BOTH SIDES
1. CHAMPAGNE NIGHT
（作詞・作曲：浜田省吾、編曲：町支寛二）
2. SNOWBOUND PARTY -Tonight Visitors OK!-
（作詞・作曲：浜田省吾、編曲：板倉雅一）
3. MIDNIGHT FLIGHT -ひとりぼっちのクリスマス・イブ-
（作詞・作曲：浜田省吾、編曲：板倉雅一）
4. SNOW ON THE ROOF -Just Like You And me-
（作詞・作曲：浜田省吾、編曲：板倉雅一）
通常とは逆で、町支寛二がリード・ヴォーカルを、浜田省吾がバッキング・ヴォーカルを務めている。
5. SENTIMENTAL CHRISTMAS
（作詞・作曲：浜田省吾、編曲：板倉雅一、浜田省吾）
  - アルバム『愛の世代の前に』に収録されている、同名曲のセルフカバー。本作の収録に当たり、歌詞の一部が変更されている。

## 参加ミュージシャン
- Drums：滝本季延
- Bass：江澤宏明
- Guitars：町支寛二, 法田勇虫 and 浜田省吾
- Keyboards：板倉雅一
- Saxophones：古村敏比古
- Synthesizer：福田裕彦
- Synthesizer Programming：迫田至
- Percussion：Pecker
- Strings Arrangement：国吉良一
- Strings：JOE Group
- Chorus：町支寛二 and 浜田省吾